# Zelotes zhui
Zelotes zhui este o specie de păianjeni din genul Zelotes, familia Gnaphosidae, descrisă de Yang și Tang în anul 2003. Conform Catalogue of Life specia Zelotes zhui nu are subspecii cunoscute.